# مسجد بنباري
مسجد بنباري أو مسجد رانغاماتي هو أحد المساجد الشهيرة في شمال الهند ويعتبر أقدم مسجد في ولاية آسام الهندية، يقع المسجد على الطريق السريع الوطنى الحادي والثلاثين بالقرب بنباري ورانغاماتي، وعلى بعد نحو 25 كيلومترا إلى الشرق من بلدة دوبرى، بني المسجد في الفترة بين القرن الخامس عشر والسادس عشر الميلادي، للمسجد ثلاث قباب وهي مثالا ممتازا من الإنجازات المعمارية العظيمة لسلطنة البنغال .

## البناء
يعتقد أن المسجد تم بنائه من قبل المسؤول علاء الدين حسين شاه في ما بين الفترة من عام 1493 وعام 1519  والذي كان آنذاك سلطان البنغال، وعلى الرغم من أن تاريخه المحدد غير معروف، فبعد الاستيلاء على مملكة كماتابور أعلن السلطان البدء بانشاء مسجد في بنباري للاحتفال بالنصر وللصلاة، وهناك قصة أخرى تقول أن المسجد تم بناؤه في عام 1662 عندما مير جوملا قوي البنغال اجتاحت ولاية اسام تحت امرت الإمبراطور المغولي أورنجزيب، المسجد لديه فناء مرصوف واسع ومأذنة واحدة والتي شيدت في وقت لاحق بعد بنائه، ويستطيع نحو 150 شخصا أن يصلوا داخل المسجد في وقت واحد .

## خلفية عامة
في عهد الحكام كوخ كانت منطقة رانغاماتي مكانا مزدهرا جدا، وكانت متاخمة للحدود من حكام كوش، وعندما يغزوا جيش البنغال والسلاطين المغول تستخدم رانغاماتي كحصن المنطقة، وكانت أيضا مقر علاء الدين حسين شاه، وكان يستخدم المسجد وقاعة الصلاة من قبل الجنود المسلمين.
ويشار إلى انه وقبل حوالي 200 سنة والسكان المحليين من هذا المكان وجدوا مسجد بنباري تحت أوراق الشجر الكثيف، وأصبحوا ينظفون المكان من ذاك التاريخ بشكل يومي، كما هو معروف المقعد المقدس والمسجد هو ضريح مقدس لشعب غرب اسام، ويحيط بالمسجد المناظر الطبيعية الجميلة من التلال مع النباتات الغنية، وموقعها الفريد مع أهميته الأثرية، في الآونة الأخيرة تم اكتشاف بلدة تتكون من طوب القاعدة الحجرية وآثار الطين، وأيضا كنز من العملات بالقرب من المسجد .

## الإدارة
يدار المسجد من قبل هيئة محلية وهي لجنة إدارة مسجد بنباري، والتي تعين الإمام وغيرهم من الموظفين، ويتم تنفيذ الخدمات الدينية المختلفة مثل الإمامة وقيادة نماز بواسطة الإمام، وتتم تغطية نفقات المسجد من أشكال وأنواع مختلف من التبرعات التي يحصل عليها المسجد، كما يتمتع المسجد بمكانة خاصة في المجتمع الغربي من ولاية اسام، والناس هناك تتبرع بسخاء بغض النظر عن الدين أو الطائفة أو العقيدة .

## المهرجانات
خلال المهرجانات السنوية مثل عيد الفطر وعيد الأضحى وترتدي المسجد حلة خاصة، الآلاف من الناس من مختلف أنحاء البلاد يأتون لزيارة المسجد، ليس فقط الشعب من الهند ولكن أيضا السياح من انجلترا واليابان يأتون لزيارة هذا المكان، عادة الالاف من الناس يتجمعون في المسجد في ظهر يوم الجمعة لصلاة صلاة الجمعة بشكل أسبوعي إلى جانب الصلوات الخمس .

## النقل والحكومة
المسجد يقف على الطريق السريع الوطني الحادي والثلاثين، تتوفر من جواهاتي ودوبرى وكوتش بيهار خدمات الحافلات العادية، أما محطة سكة الحديد الأقرب فهي فاكيراغرام والتي تيعد 30 كيلومترا عن المسجد، وأقرب مطار هو مطار لوكوبريا جوبيناث بوردولوي الدولي والذي يبعد عن المسجد 200 كيلومتر، المسجد أيضا ليس بعيدا عن نهر براهمابوترا العظيم حيث يبعد عنه 8 كيلومترات، أما المسح الأثري في الهند فقد اتخذت وزارة الثقافة بعض الخطوات للحفاظ على المعالم الأثرية لمنطقة المسجد، ومع ذلك فإن السكان المحليين ليسوا سعداء مع هذه الخطوات من الحكومة ويطالبون بأكثر من ذلك .